# Горње Подоточје
Горње Подоточје је насељено место у саставу Града Велике Горице, у Туропољу, Република Хрватска.

## Становништво
На попису становништва 2011. године, Горње Подоточје је имало 491 становника.

## Попис1991.
На попису становништва 1991. године, насељено место Горње Подоточје је имало 232 становника, следећег националног састава:
| Попис 1991.‍  | Попис 1991.‍  | Попис 1991.‍ | Попис 1991.‍ | Попис 1991.‍ |
| ------------ | ------------ | ----------- | ----------- | ----------- |
|              |              |             |             |             |
| Хрвати       | Хрвати       |             | 216         | 93,10%      |
| Срби         | Срби         |             | 5           | 2,15%       |
| Македонци    | Македонци    |             | 1           | 0,43%       |
| регион. опр. | регион. опр. |             | 10          | 4,31%       |
| укупно: 232  |              |             |             |             |